# Pecado impudicus
Pecado impudicus är en spindelart som först beskrevs av Denis 1945.  Pecado impudicus ingår i släktet Pecado och familjen täckvävarspindlar. Inga underarter finns listade i Catalogue of Life.